# 正親町三条公廉
正親町三条 公廉（おおぎまちさんじょう きんかど）は、江戸時代前期の公卿。官位は正四位下・参議まで進んだ。正親町三条家19代。

## 経歴
承応3年（1654年）に叙爵。以降累進して、侍従・右近衛少将をへて、寛文11年（1671年）に参議となり、公卿に列したが、同年に薨去。享年23。

## 系譜
- 父：正親町三条実昭
- 母：冷泉為景の娘
- 妻：不詳
  - 男子：正親町三条公統（1668-1719）